# 産交ポニータクシー
産交ポニータクシー（さんこうポニータクシー）とは、熊本県玉名市ならびに天草市においてタクシー事業を展開していた会社である。
かつては九州産交グループの系列であり、熊本市内を中心に営業を展開する産交タクシーの子会社であったが、2005年に九州産交グループを離れるとともに産交タクシーの子会社からも切り離され、同じく熊本市を拠点にタクシー事業をおこなっている肥後交通グループの子会社として運営されていた。
2021年4月1日に肥後交通グループ7社と熊本市内を中心にタクシー事業を営むミハナグループ3社の計10社が対等合併した事によって、現在は「TaKuRoo（タクルー）」となり消滅した。

## 沿革
- 1963年1月 - 九州産業交通がタクシー事業を開始。熊本市内を中心に営業を展開する会社である産交タクシー株式会社の子会社として、ローカル地域において営業を展開する「産交ポニータクシー」を設立。
- 2005年3月 - 九州産業交通が経営不振により産業再生機構の傘下として同機構の支援を受けている中で、バス部門を中核事業とし、これに関連しない子会社は非中核事業とされたことから当社は売却事業の対象となり、熊本市内を拠点として営業を展開する肥後交通グループに譲渡。親会社の産交タクシーは三八七グループの傘下となり、両社ともこの日を以って九州産交グループから離れ、新体制の下で再スタートする。

肥後交通グループは、親会社である肥後タクシーをメインに、さらには同じく熊本市においてタクシー事業を営む三和タクシーも傘下に置いていることから、これら子会社を含めるとまさに熊本県内最大の保有台数を誇っていた。
- 2021年4月1日 - 肥後交通グループ7社（当社・肥後タクシー・三和タクシー・安全タクシー・人吉タクシー・一の宮タクシー・りんどうタクシー）と、ミハナグループ3社（ミハナタクシー・産交タクシー（かつての親会社）・菊熊タクシー（旧：電鉄タクシー））の計10社が対等合併し、経営統合によって新会社「TaKuRoo（タクルー）」が発足[2][3]。新会社設立に伴い、法人としての産交ポニータクシーを会社清算し、前日を以って営業終了。

## 備考
- かつて九州産交グループであった事から、現在においても産交バス主要停留所（本渡バスセンターなど）のほか、同じく同グループ会社だった天草アレグリアガーデンズにも常時待機していた。
- 離脱当初は、九州産交グループのシンボルマークである社章ならびにロゴマークは、産交タクシーと同様に離脱後においても引き続き使用され、外見上は同グループ色が濃かったが、末期は親会社と同様のものに変更され、「産交」の文字も抹消されている事により、その面影は見られなくなってきていた。